# تاريخ أسري

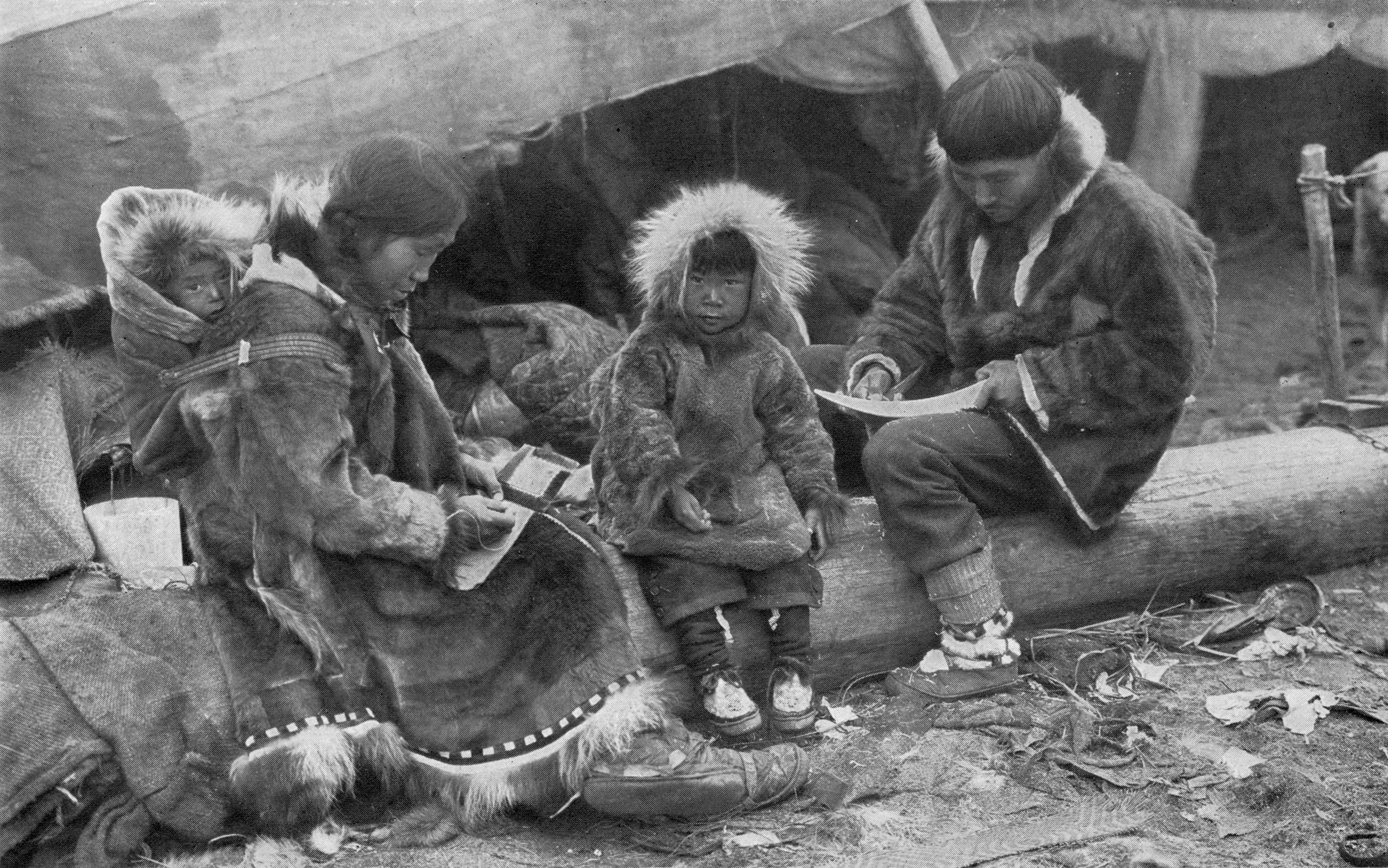
أسرة الإسكيمو

يهتم التاريخ الأسري بالتطور الاجتماعي والثقافي لمجموعات الأقارب منذ عصور ما قبل التاريخ وحتى العصر الحديث. وللأسرة دور عالمي وأساسي في جميع المجتمعات. وتعبر البحوث الخاصة بتاريخ الأسرة حدود التخصصات والثقافات، حيث تهدف لفهم بنية الأسرة ووظيفتها من وجهات نظر عدة. على سبيل المثال، تُستخدم وجهات النظر الاجتماعية أو الإيكولوجية أو الاقتصادية لعرض العلاقات المتبادلة بين الأفراد وأقاربهم والزمن التاريخي. وقد أظهرت دراسة التاريخ العائلي أن نظم الأسرة تتمتع بالمرونة والتنوع الثقافي وقابلة للتكيف مع الظروف البيئية والاقتصادية.

## تعريف الأسرة
إن الإقامة المشتركة والتنظيم حسب القرابة هما جزء لا يتجزأ من عملية تطور مفهوم الأسرة. ويمكن أن تتشارك المجموعة المشتركة في السكن، والتي تشكل أسرة، في الأهداف العامة للبقاء على قيد الحياة والإقامة، ولكنها قد لا تحقق المتطلبات المتنوعة وفي بعض الأحيان الغامضة لتعريفها كأسرة؛ على سبيل المثال، تنظيم الحياة الجنسية أو تعليم الأطفال وتنشئتهم اجتماعيًا.

## علوم التاريخ الأسري
استخدم علماء تاريخ الأسرة الأوائل نظرية التطور البيولوجي التي وضعها داروين في نظريتهم الخاصة بتطور الأنظمة الأسرية. ونشر العالم الأمريكي في علم الإنسان لويس إتش مورغان كتابًا بعنوان المجتمع القديم (Ancient Society) في عام 1877، استنادًا إلى نظرية المراحل الثلاث للتقدم البشري من الهمجية مرورًا بالبربرية وصولاً إلى الحضارة. وكان كتاب مورغان «مصدر إلهام لكتاب فريدريك إنجلز»، الذي حمل عنوان أصل الأسرة والملكية الخاصة والدولة (The Origin of the Family, Private Property and the State)، والذي نُشر عام 1884. ووسع إنجلز من نطاق فرضية مورغان المتمثلة في أن العوامل الاقتصادية تسببت في تحول المجتمع البدائي إلى مجتمع مقسم إلى طبقات. وتم استخدام نظرية إنجلز الخاصة بالتحكم في الموارد ونظرية كارل ماركس، لتفسير سبب وأثر التغيير الذي طرأ على بنية ووظيفة الأسرة. وكانت شعبية هذه النظرية لا مثيل لها إلى حد كبير حتى ثمانينيات القرن الماضي، عندما حظيت نظريات اجتماعية أخرى، لا سيما الوظيفية الهيكلية، بالقبول.
وكان لكتاب قرون الطفولة (Centuries of Childhood) لمؤلفه فيليب أرييه، الذي نُشر في فرنسا عام 1960، تأثير كبير على إحياء مجال دراسات تاريخ الأسرة. واستخدم أرييه البيانات الديموغرافية لاستخلاص نتيجة مفادها أن مفهوم الطفولة كان مفهومًا برز في الأسر النووية الحديثة.

### منهجية البحث
منذ أوائل القرن العشرين، بدأ العلماء في توحيد أساليب تجميع البيانات. وكان للكتاب البارز الفلاح البولندي في أوروبا وأمريكا (Polish Peasant in Europe and America) (1918)، الذي ألفه دابليو آي توماس وفلوريان زنانيكي، تأثير في إرساء أسبقية تحليل البيانات الممتدة عبر فترة زمنية منهجية. وأدى جمع ملفات الكنيسة وسجلات المحكمة والخطابات والأدلة المعمارية والأثرية والفن والرمزية والغذاء والثقافة المادية إلى زيادة الموضوعية واستنساخ دراسات إعادة بناء الأسرة. وتستخدم دراسات النظم الأسرية الحالية أيضًا الملاحظات النوعية والمقابلات ومجموعات التركيز والاستطلاعات الكمية.

## منشأ الأسرة
في معظم ثقافات العالم، تتحدد بداية تاريخ الأسرة في أساطير الخلق. في كتاب أعمال وأيام (Works and Days)، يصف الشاعر اليوناني القديم هيسيود الدمار الملحمي لعصور الإنسان الأربعة السابقة. وتم استبدال المدينة الفاضلة التي كانت تُعرف باسم العصر الذهبي بـ العصر الحديدي في نهاية المطاف؛ وهو الزمن الذي جعلت فيه الآلهة الرجل يعيش في «بؤس وكدح يائس.» ووصفت القصيدة الثانية لهيسيود ثيوغونيا، علاقات الآلهة اليونانية والروابط الأسرية. واعتقد اليونانيون القدماء أن من بينهم نسل آلهة كانوا مؤهلين للكهانة أو وضع اجتماعي متميز آخر.
يعود أصل التقليد اليهودي المسيحي إلى سفر التكوين في الكتاب المقدس. فقد خلق الله سبحانه وتعالى آدم وحواء وخلق منهما البشرية جمعاء. ويبين الكتاب المقدس الرؤية الكونية البطريركية وغالبًا ما يشير إلى ممارسة تعدد الزوجات، وهي من الممارسات الزوجية الشائعة في العصور القديمة. وفي العصور القديمة، سعى الرجال لإثبات نسبهم إلى عائلة نبي الله موسى عليه السلام لكي يتم قبولهم في الكهنوت.
وكانت الأسر الرومانية تدرج كل شخص داخل الأسرة تحت
الدور السلطوي للوالد، رب العائلة؛ وهذا تضمن أطفال وعبيد الأسرة. ولا يجوز للأطفال المولودين خارج إطار الزواج، الناتجين عن المساكنة من غير زواج الشائعة والقانونية آنذاك، أن يرثوا ممتلكات الوالد أو اسمه؛ ولكنهم بدلاً من ذلك كانوا ينتمون للمجموعة الاجتماعية وأسرة أمهاتهم.
ومعظم الثقافات القديمة مثل ثقافات آشور ومصر والصين، احتفظت بسجلات للخلفاء في الأسر الحاكمة لإضفاء الشرعية على سلطتهم باسم الألوهية في الأصل. وكل من ملوك إنكا والفرعون المصري ادعوا أنهم ينحدرون مباشرة من نسل إله الشمس. والكثير من الثقافات، مثل الإنكا في أمريكا الجنوبية والكينت في إفريقيا والماوري في نيوزيلاندا، لم يكن لديهم لغة مكتوبة وحافظوا على تاريخ نسلهم في إطار تقليد شفوي.
استخدمت الكثير من الثقافات الرموز لتوثيق تاريخ نسلهم. وكانت أعمدة الطوطم للسكان الأصليين في شمال غرب المحيط الهادئ تعد التمثيل الرمزي لأسلافهم وهوية أسرهم، بالإضافة إلى الارتباط بالعالم الروحي.
وتمتعت طبقة النبلاء في أوروبا بعلاقات قرابة طويلة وراسخة، وفي بعض الأحيان تعود جذورها إلى العصور الوسطى. في عام 1538، أصدر الملك هنري الثامن ملك إنجلترا تكليفًا بأن تقوم الكنائس بممارسة حفظ السجلات، وهي الممارسة التي سرعان ما انتشرت في جميع أنحاء أوروبا. ويُعتبر كتاب يوم القيامة (Domesday Book) البريطاني الذي يعود إصداره إلى عام 1086 من أقدم سجلات الأنساب الأوروبية. وفي العصور القديمة والوسطى، حافظ تاريخ الأجداد على الهيبة الدينية والعلمانية.
في عام 1632، كانت فيرجينيا الولاية الأولى في العالم الجديد التي تصدر قانونًا مدنيًا ينص على تسجيل حالات التعميد والزواج ودفن الموتى. وينتمي بعض الأمريكيين المعاصرين من أصل أوروبي لمنظمات المهاجرين الأوائل إلى الولايات المتحدة، مثل الجمعية الوطنية لأحفاد مستعمرة بليموث (National Society of Old Plymouth Colony Descendants) و جمعية أحفاد ماي فلاور (The Society of Mayflower Descendants) و بنات الثورة الأمريكية (Daughters of the American Revolution) و الجمعية الوطنية لأبناء الثورة الأمريكية (National Society Sons of the American Revolution) و جمعية أحفاد الآباء المؤسسين لنيو إنجلاند (Society of the Descendants of the Founding Fathers of New England).

## تطور الأسرة
يُعتقد أن تنظيم الأسرة خلال فترة ما قبل الصناعة يشبه الأنواع الحديثة للأسرة. واعتاد العديد من علماء الاجتماع على الاعتقاد بأن الأسرة النووية كانت نتاج التحول إلى الصناعة، غير أن أدلة جديدة تم اقتراحها من قِبل عالم الاجتماع بيتر لازليت تشير إلى أن العلاقة السببية معكوسة وأن التحول إلى الصناعة كان فعالاً للغاية في شمال غرب أوروبا على وجه التحديد؛ لأن الوجود المسبق للأسرة النووية عزز تطور هذا التحول.
وانتمت أنواع الأسرة في أوروبا خلال فترة ما قبل الثورة الصناعية إلى المجموعتين الأساسيتين وهما «النظام المنزلي البسيط» (الأسرة النووية) و«نظام الأسرة المشتركة» (الأسرة الممتدة). وتميز نظام الأسرة البسيطة بتأخر سن الزواج نسبيًا لكل من الرجال والنساء وإنشاء أسرة منفصلة بعد الزواج أو الإقامة الجديدة. وتميز نظام الأسرة المشتركة بالزواج المبكر للنساء والإقامة المشتركة مع أسرة الزوج أو السكن مع عائلة الزوج والسكن المشترك لعدة أجيال. وتألفت العديد من الأسر من خدم متدربين يقيمون لسنوات وفي نفس الوقت ينتمون للأسرة. ونظرًا لقصر العمر المتوقع وارتفاع معدل الوفيات في عالم ما قبل الثورة الصناعية، فإن الكثير من بنية الأسرة اعتمد على متوسط عمر زواج المرأة. والزواج في سن متأخرة، كما حدث في نظام الأسرة البسيط، ترك القليل من الوقت لتشكل الأسر المتكونة من ثلاثة أجيال. وعلى العكس، في نظام الأسرة المشتركة، سمح للزواج المبكر بتشكيل أسر متعددة الأجيال.
كانت لدى الأسرة خلال فترة ما قبل الثورة الصناعية العديد من الوظائف. وتضمنت هذه الوظائف الإنتاج الغذائي وحيازة الأراضي وتنظيم الميراث وإعادة الإنتاج والتنشئة الاجتماعية وتعليم أعضائها. وسمحت الأدوار الخارجية بالمشاركة في الدين والسياسة. وكانت الحالة الاجتماعية مرتبطة ارتباطًا وثيقًا بأسرة المرء.
علاوة على ذلك، في غياب المؤسسات الحكومية، كانت العائلة هي المورد الوحيد للتعامل مع المرض والشيخوخة. وبسبب الثورة الصناعية وظروف العمل والمعيشة الجديدة، تغيرت الأسر، حيث نقلت مسؤولية الإنتاج الغذائي والتعليم ورفاهية أعضائها من المسنين والمرضى إلى المؤسسات الحكومية. وأصبحت الأسر خلال فترة ما قبل الثورة الصناعية خاصة ونووية ومحلية بشكل أكبر، وباتت تقوم على الترابط العاطفي بين الزوج والزوجة وبين الوالدين والأطفال.